# Pandanus burkillianus
Pandanus burkillianus är en enhjärtbladig växtart som beskrevs av Henry Nicholas Ridley. Pandanus burkillianus ingår i släktet Pandanus och familjen Pandanaceae.
Artens utbredningsområde är Sumatera. Inga underarter finns listade.